# 愛知県道264号阿久比半田線
愛知県道264号阿久比半田線（あいちけんどう264ごう あぐいはんだせん）は、愛知県知多郡阿久比町から同県半田市に至る一般県道である。

## 概要

### 路線データ
- 起点：愛知県知多郡阿久比町[1]
- 終点：愛知県半田市[1]

## 沿革
- 1959年12月15日：認定[1]

## 地理

### 通過する自治体
- 愛知県
  - 知多郡阿久比町
  - 半田市

### 交差する道路
- 愛知県道55号名古屋半田線
- 愛知県道464号南粕谷半田線（角前田交差点）
- 愛知県道265号碧南半田常滑線（岩滑中町）
- 国道247号（出口町交差点）

### 沿線
- 名鉄河和線椋岡駅（廃駅）
- 名鉄河和線植大駅
- 名鉄河和線半田口駅
- 愛知県警察半田警察署
- 愛知県知多総合庁舎
- 名古屋国税局半田税務署
- 名古屋地方検察庁半田支部
- 名古屋地方裁判所半田支部
- 愛知県半田保健所
- 愛知県立半田高等学校
- 名鉄河和線住吉町駅
- アピタ阿久比店

## 別名
- 半田街道（半田市、阿久比町）